# Vaucelles-et-Beffecourt
 Vaucelles-et-Beffecourt  là một xã ở tỉnh Aisne, vùng Hauts-de-France thuộc miền bắc nước Pháp.